# Floricaudus
Floricaudus is een uitgestorven geslacht van wantsen uit de familie van de Ochteridae. Het geslacht werd voor het eerst wetenschappelijk beschreven door Yao in Ren & Shih.

## Soorten
Het genus bevat de volgende soort:

- Floricaudus multilocellus Yao, Ren & Shih in Yao et al., 2011